# ابوسلیمان دارانی
ابوسلیمان دارانی مشایخ بزرگ عرفان در اواخر سده دوم و اوایل سده سوم هجری بود. بیشتر عمر ابو سلیمان در قرن دوم هجری سپری شد و شخصیت وی در آن عهد شکل گرفت؛ از این رو افکار و اندیشه‌های او بیشتر به عارفان قرن دوم نزدیک است تا قرن سوم هجری قمری.
در بیشتر منابع نام او را «عبدالرحمن» بن احمد بن عطیه عنسی «دارانی» نوشته‌اند و برخی «دمشقی» و «المذحجی» را نیز به اسم او افزوده‌اند. در پاره ای از منابع نیز به جای دارانی، «دارایی» به کار برده‌اند. موطن وی را «داریّا» یکی از قریه‌های دمشق دانسته‌اند و نسبت دارانی به وی بر همین اساس است.
ابوسلیمان شاگردان زیادی را پرورد که عده ای از آن‌ها خود از مشایخ بزرگ عرفان شدند؛ از جمله می‌توان به احمدبن ابی الحواری اشاره کرد.
معروف کرخی و سفیان ثوری و عبدالعزیز دمشقی را از مصاحبان او معرفی کرده‌اند. وی با بایزید بسطامی نیز مکاتبه می‌کرده‌است. گویا ابوسلیمان برای استماع حدیث به بغداد سفر کرده و مدتی در بغداد سکونت داشته. زمان اقامت او را در بغداد می‌توان حدود سال ۲۰۲ هجری قمری دانست. از قراین بر می‌آید که او به مکه و شام نیز سفر کرده‌است.
از ابوسلیمان تألیفاتی باقی نمانده‌است، اما اقوال متعدد که از او در منابع مختلف نقل کرده‌اند نشان می‌دهد که وی هم در عرفان عملی مرتبه بلندی داشته و هم در مباحث نظری صاحب رأی و نظر بوده‌است. از این اقوال برمی آید که زهد، مجاهده با نفس و صبر بر جوع محور اعمال صوفیانه او بوده‌است. نکته مهم و بارزی که در افکار و اعمال عارفانه ابوسلیمان ـ مانند بسیاری دیگر از عرفاً ـ برجسته می‌نماید آن است که وی اعتقاد داشت معیار درستی هر عملی مطابقت آن با احکام شریعت است؛ از این رو در نظر وی اعمال صوفیانه وقتی است که با شریعت ملتزم باشد.
در مجموعه اقوال و سخنانی که از ابوسلیمان برجای مانده این مطالب و موضوعات عرفانی شرح و تفسیر شده‌است: خوف و رجا، سماع، جوع، مجاهده و ریاضت، زهد، اخلاص، صدق، صبر، رضا، قناعت، توکل، تفکر، تواضع، حزن، محاسبه نفس، معرفت، یقین، محبت و اغتنام وقت.
دربارهٔ سال وفات او اختلاف نظر وجود دارد؛ سال‌های ۲۰۴، ۲۰۵، ۲۱۵، ۲۳۵ هجری قمری زمان مرگ او روایت شده‌است. وی در مولدش به خاک سپرده شد و قبر او زیارتگاه مردم شد.

سخنان ذکر ابوسلیمان دارائی قدس الله روحه
در این مجموعه   برخی از سخنان زیبای این عارف شوریده را از زبان عارف بزرگ و نامی ایران  شیخ فریدالدین عطار نیشابوری که در  کتاب تذکرة الاولیاء ذکر شده است ، بیان می کنیم :
وگفت: هرگزاز دلی خوف جدا نشود که نه آن دل خراب گردد.
و گفت: فاضلترین کارها خلاف رضای نفس است و هرچیزی را علامتی است. علامت خذلان دست داشتن از گریه است و هرچیزی را زنگاری است و زنگار نور دل سیر خوردن است.
و گفت: هرکه سیر خورد شش چیز به وی درآید. عبادت را حلاوت نیابد، و حفظ وی در یادداشت حکمت کم شود، و از شفقت برخلق محروم ماند که پندارد که همه جهانیان سیراند، و عبادت بر وی گران شود، و شهوات بر وی زیادت گردند، و همه مومنان گرد مساجد گردند و او گرد مزابل گردد.
و گفت: جوع نزدیک خدای از خزانه ی است مدخر که ندهد به کسی الا بدان که او را دوست دارد.
و گفت: گرسنگی کلید آخرت است، و سیری کلید دنیا. .
و گفت: عادت کنید چشم را به گریه و دل را به فکرت.
و گفت: اگر بنده به هیچ نگرید مگر برآنکه ضایع کرده است از روزگار خویش تا این غایت، او را این اندوه تمام است تا به وقت مرگ.
و گفت: هرکه خدای را شناخت دل را فارغ دارد و به ذکر او مشغول شود و به خدمت او، و می‌گرید بر خطاهای خویش.
و گفت: هرکه پند دهنده ای می‌خواهد گو در اختلاف روز و شب نگر.
و گفت: هرکه نفس خود را قیمتی داند هرگز حلاوت خدمت نیابد.
و گفت: در هر دلی که دوستی دنیا قرار گرفت دوستی آخرت از آن دل رخت برداشت.
منبع : وبلاگ اشعار عرفاتی شعرای بزرگ   